# Trinxera de Sant Corneli
Les Trinxera de Sant Corneli és una construcció al municipi de Castell de Mur (Pallars Jussà) inclosa a l'Inventari del Patrimoni Arquitectònic de Catalunya.

## Descripció
Conjunt de construccions defensives edificades amb pedra, morter i pinyonada. Es conserva un mur massís, semicircular, amb espitlleres. que funcionava com a trinxera. També parts d'un mur horitzontal. Tots dos descoberts. Al costat trobem el que seria el polvorí o cabana per la munició.
Es tracta de conjunts edificats durant el temps que va estar actiu el Front de Pallars (1938).Se sap que a la zona hi van haver construccions tant del bàndol republicà com del rebel.

## Història
Fitxa donada d'alta amb la informació proporcionada pel Cos d'Agents Rurals, recollida a la F30 núm.1663 (1/05/2013):